# ديف كوينسي
ديف كوينسي (بالإنجليزية: Dave Quincy)‏ هو عازف ساكسفون بريطاني، ولد في 13 سبتمبر 1939.

## وصلات خارجية
- ديف كوينسي على موقع ميوزك برينز (الإنجليزية)
- ديف كوينسي على موقع ديسكوغز (الإنجليزية)